# Tanystylum
Tanystylum – rodzaj kikutnic z rodziny Ammotheidae.
Ciało w obrysie okrągłe, chelae nieobecne, nogogłaszczki pięcio- do siedmioczłonowych, scapus jednoczłonowy, a ryjek stożkowaty lub baryłkowaty. Pierwsze biodra bez guzków grzbietowo-dystalnych. Propodus z pazurkami bocznymi. Owigery złożone z dziesięciu członów.
Do rodzaju tego należy około 50 opisanych gatunków:
- Tanystylum acuminatum Stock, 1954
- Tanystylum antipodum Clark, 1977
- Tanystylum beuroisi Arnaud, 1974
- Tanystylum bigibbosum Fage & Stock, 1966
- Tanystylum birkelandi Child, 1979
- Tanystylum bredini Child, 1970
- Tanystylum brevicaudatum Fage & Stock, 1966
- Tanystylum brevipes (Hoek, 1881)
- Tanystylum calicirostrum Schimkewitsch, 1890
- Tanystylum californicum Hilton, 1939
- Tanystylum cavidorsum Stock, 1957
- Tanystylum chierchiai Schimkewitsch, 1887
- Tanystylum cinctum Child, 1992
- Tanystylum conirostre (Dohrn, 1881)
- Tanystylum distinctum Child & Hedgpeth, 1971
- Tanystylum dohrnii Schimkewitsch, 1890
- Tanystylum dowi Child, 1979
- Tanystylum duospinum Hilton, 1939
- Tanystylum evelinae Marcus, 1940
- Tanystylum excuratum Stock, 1954
- Tanystylum geminum Stock, 1954
- Tanystylum grossifemorum (Hilton, 1942)
- Tanystylum haswelli Child, 1990
- Tanystylum hoekianum Schimkewitsch, 1889
- Tanystylum hooperi Clark, 1977
- Tanystylum hummelincki Stock, 1954
- Tanystylum intermedium Cole, 1904
- Tanystylum isabellae Marcus, 1940
- Tanystylum isthmiacum Stock, 1955
- Tanystylum malpelensis Child, 1979
- Tanystylum neorhetum Marcus, 1940
- Tanystylum nesiotes Child, 1970
- Tanystylum occidentalis Cole, 1904
- Tanystylum oedinotum Loman, 1923
- Tanystylum orbiculare Wilson, 1878
- Tanystylum ornatum Flynn, 1928
- Tanystylum papuensis Child, 1996
- Tanystylum paramexicanum Müller & Krapp, 2009
- Tanystylum pfefferi Loman, 1923
- Tanystylum philippinensis Child, 1988
- Tanystylum rehderi Child, 1970
- Tanystylum scrutator Stock, 1954
- Tanystylum sinoabductus Bamber, 1992
- Tanystylum styligerum (Miers, 1875)
- Tanystylum tayronae Müller & Krapp, 2009
- Tanystylum thermophilum Barnard, 1946
- Tanystylum ulreungum Kim, 1983
- Tanystylum zuytdorpi Arango, 2009